# Wólka Przybójewska
Wólka Przybójewska (prononciation : [ˈvulka pʂɨbuˈjɛfska]) est un village polonais de la gmina de Czerwińsk nad Wisłą dans le powiat de Płońsk de la voïvodie de Mazovie dans le centre-est de la Pologne.
Le village compte approximativement une population de 360 habitants.

## Histoire
De 1975 à 1998, le village appartenait administrativement à la voïvodie de Płock.